# Fénétrange
Fénétrange település Franciaországban, Moselle megyében. Lakosainak száma 648 fő (2022. január 1.). Fénétrange Mittersheim, Niederstinzel, Postroff, Romelfing és Kirrberg községekkel határos.

## Népesség
A település népességének változása:
| Lakosok száma | 898  | 816  | 807  | 719  | 717  | 707  | 723  | 686  | 664  | 648  |
|               | 1968 | 1982 | 1990 | 2006 | 2013 | 2015 | 2017 | 2019 | 2020 | 2022 |